# Liste der Kulturdenkmäler in Hochscheid
In der Liste der Kulturdenkmäler in Hochscheid sind alle Kulturdenkmäler der rheinland-pfälzischen Ortsgemeinde Hochscheid aufgeführt. Grundlage ist die Denkmalliste des Landes Rheinland-Pfalz (Stand: 10. August 2023).

## Einzeldenkmäler
| Bezeichnung         | Lage                | Baujahr                            | Beschreibung                                                                                          | Bild                           |
| ------------------- | ------------------- | ---------------------------------- | --- | ------------------------------ |
| Quereinhaus         | Hauptstraße 13 Lage | zweite Hälfte des 19. Jahrhunderts | Fachwerk-Quereinhaus, teilweise massiv oder verschiefert, zweite Hälfte des 19. Jahrhunderts          | BW                             |
| Quereinhaus         | Hauptstraße 16 Lage | zweite Hälfte des 19. Jahrhunderts | langgestrecktes Quereinhaus, teilweise verschiefert, wohl aus der zweiten Hälfte des 19. Jahrhunderts | BW                             |
| Evangelische Kirche | Römerstraße 25 Lage | 18. Jahrhundert oder früher        | Turm im Kern mindestens aus dem 18. Jahrhundert, kleiner Bruchsteinsaal, wohl nach 1945               | weitere Bilder Fotos hochladen |